# 파블로 인판테
파블로 인판테(Pablo Infante, 1980년 3월 20일 ~ )는 스페인의 전 축구 선수이다. 현역 시절 포지션은 윙어였다.